# Priscilla Mitchell
Priscilla Mitchell (18 settembre 1941 – 24 settembre 2014) è stata una cantante statunitense.

## Biografia
Nel corso della sua carriera Priscilla Mitchell ha accumulato un ingresso nella Top Country Albums e cinque nella Hot Country Songs (di cui una numero uno). Ha raggiunto popolarità grazie ai numerosi duetti con Roy Drusky. Era sposata con Jerry Reed ed è morta il 24 settembre 2014, sei giorni dopo il suo settantatreesimo compleanno.

## Discografia

### Album in studio
- 1965 – Love's Eternal Triangle (con Roy Drusky)
- 1966 – Together Again (con Roy Drusky)

### Singoli
- 1965 – Yes, Mr. Peters (con Roy Drusky)
- 1965 – Slippin' Around (con Roy Drusky)
- 1965 – It Comes and Goes
- 1966 – Sweet Talk
- 1966 – Acres of Heartaches
- 1967 – I'll Never Tell on You (con Roy Drusky)
- 1967 – He's Not for Real
- 1968 – Your Old Handy Man
- 1968 – Natch'illy Ain't No Good